# Telekonferencja
Telekonferencja – usługa, która daje możliwość prowadzenia konwersacji telefonicznej nawet przez kilkudziesięciu rozmówców w jednym czasie. Mają oni do dyspozycji kilka różnych narzędzi, takich jak: telefony analogowe, cyfrowe, komórkowe, jak i różnego rodzaju połączenia telekomunikacyjne, w tym: połączenia radiowe, wizyjne i poprzez sieci komputerowe.

## Telekonferencje internetowe

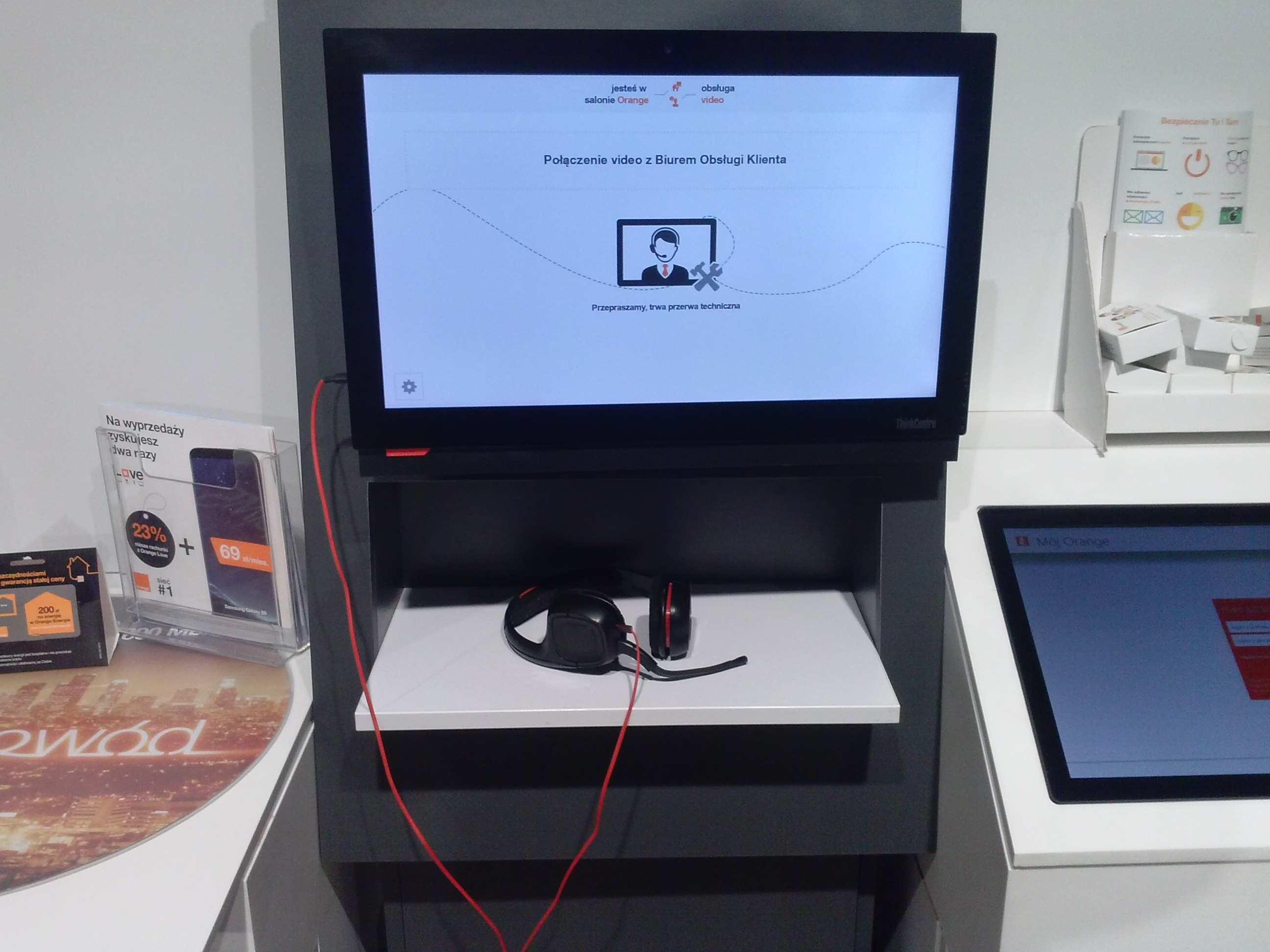
Stanowisko do wideokonferencji w salonie telefonii komórkowej

Telekonferencje internetowe obejmują internetowe konferencje telefoniczne, wideokonferencje, konferencje internetowe i konferencje rzeczywistości rozszerzonej.
Telefonia internetowa polega na przeprowadzeniu telekonferencji przez Internet lub Wide Area Network. Jedną z kluczowych technologii w tym obszarze jest Voice over Internet Protocol (VOIP). Popularne oprogramowanie do użytku osobistego obejmuje Skype, Google Talk, Windows Live Messenger i Yahoo! Messenger.

## Dostawcy usługi
Przykladowi dostawcy i rozwiązania techniczne:
- ACT Conferencing
- Adobe Acrobat Connect
- AT&T
- Compunetix
- Elluminate
- Glance
- Google Hangouts
- GoToMeeting
- InterCall
- iFON.pl
- LifeSize
- Livestorm Meet
- LoopUp
- Microsoft Office Live Meeting
- Polycom
- Premiere Global Services
- Skype
- TrueConf
- Voxeet
- Verizon
- WebEx